# Veselinovac
Veselinovac (em cirílico: Веселиновац) é uma vila da Sérvia localizada no município de Valjevo, pertencente ao distrito de Kolubara. A sua população era de 206 habitantes segundo o censo de 2011.

## Demografia
| 1948 | 1953 | 1961 | 1971 | 1981 | 1991 | 2002 | 2011 |
| ---- | ---- | ---- | ---- | ---- | ---- | ---- | ---- |
| 390  | 393  | 350  | 317  | 289  | 245  | 240  | 206  |

## Galeria

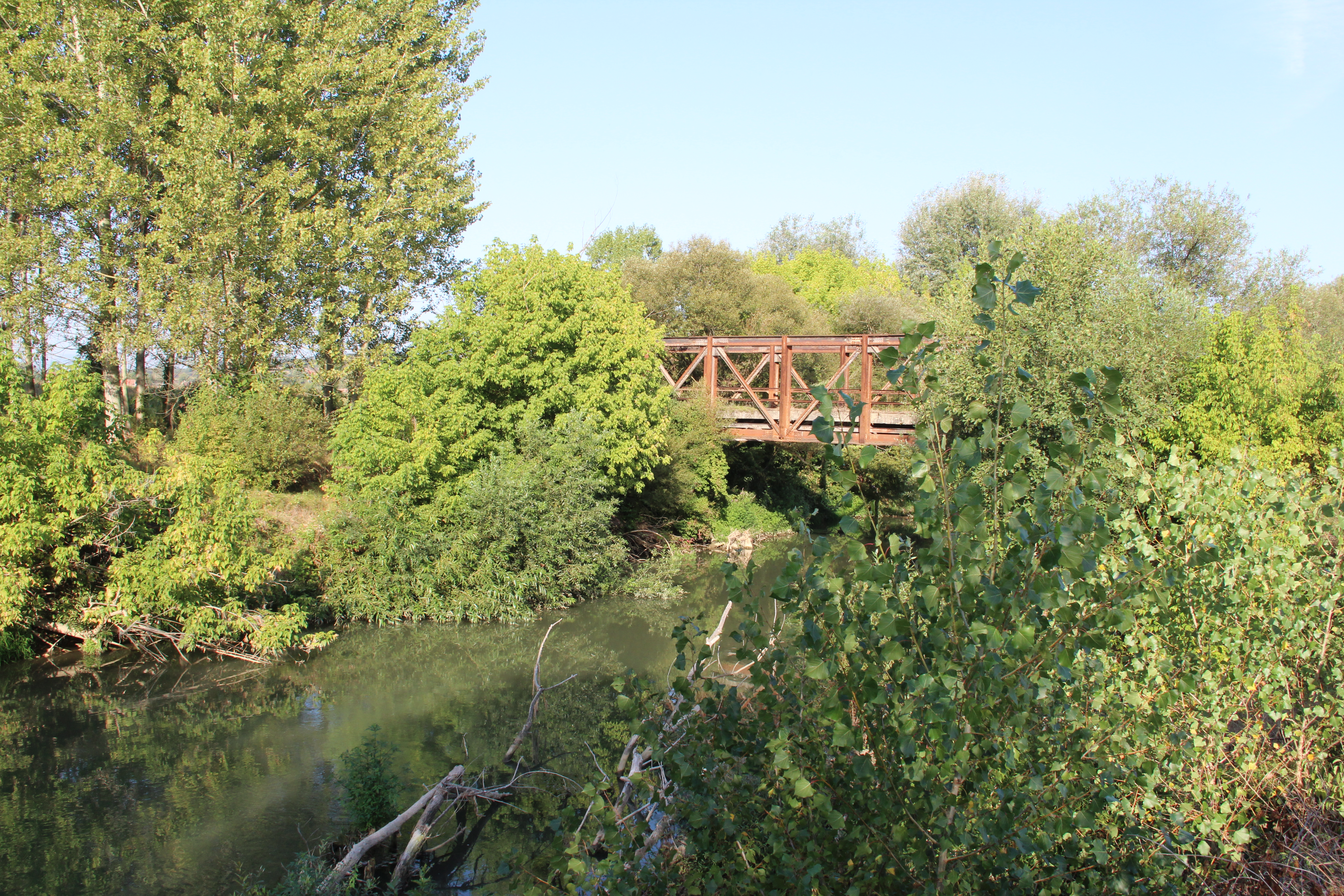
Veselinovac -  Ponte sobre o rio Kolubara
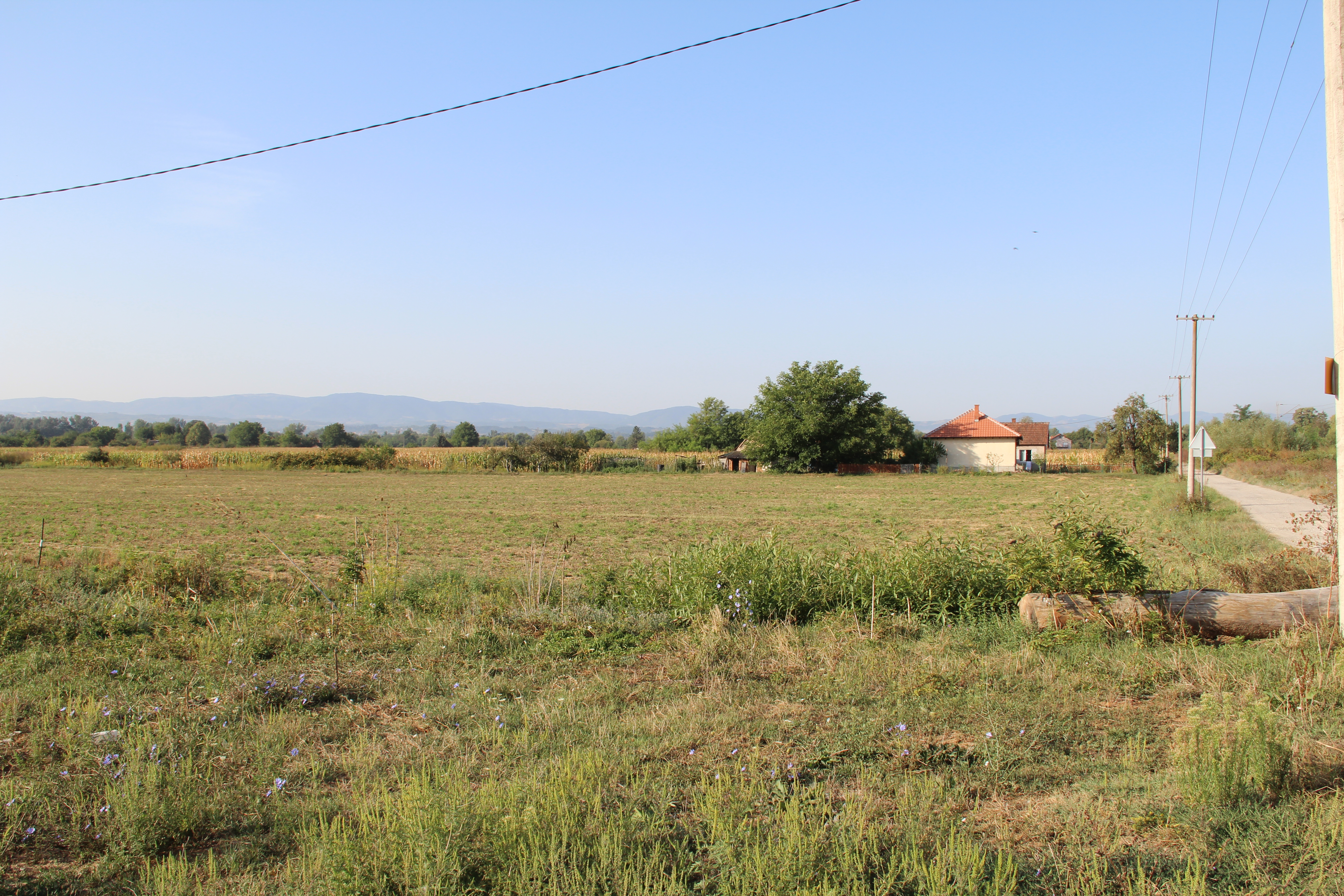
Veselinovac - Panorama
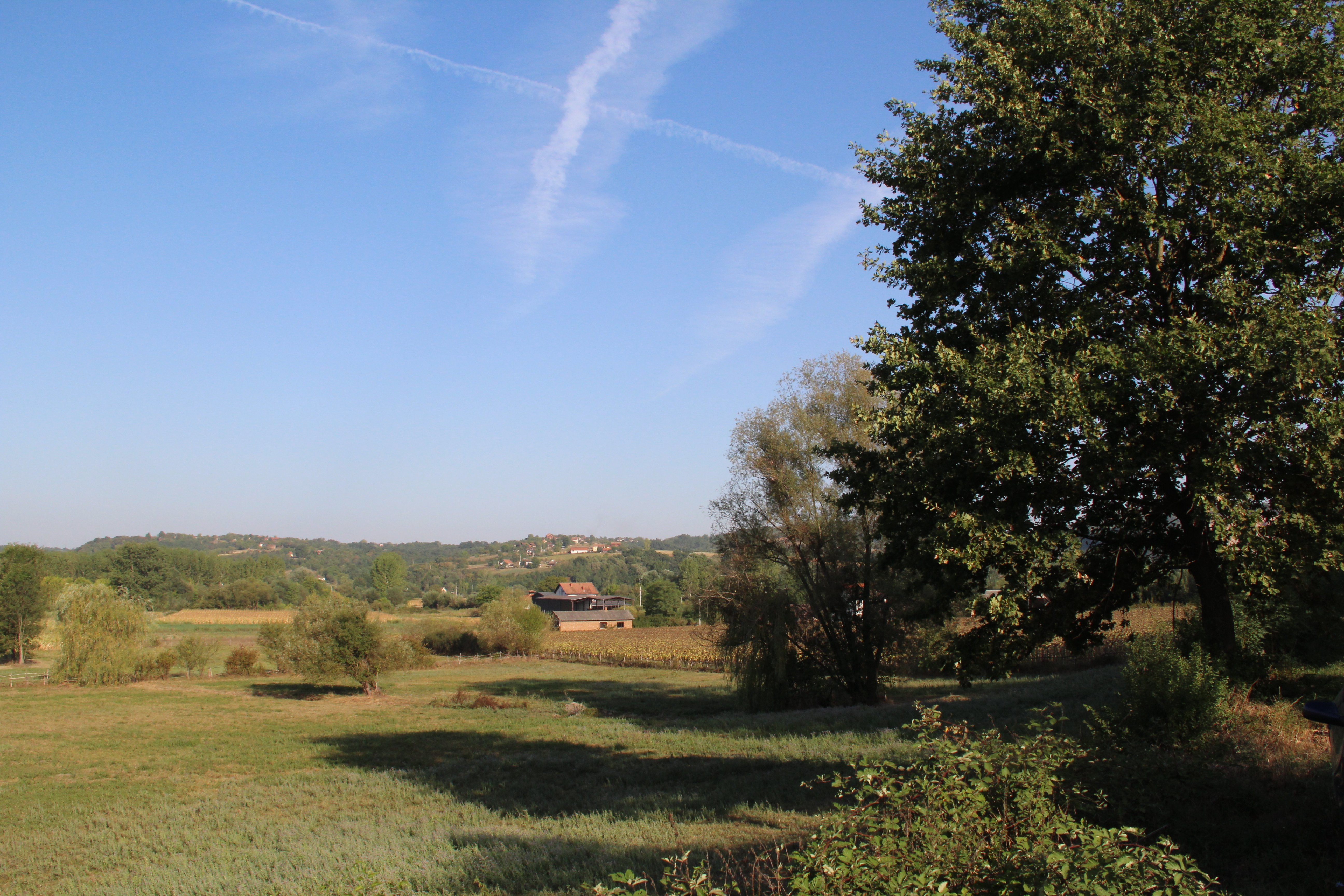
Veselinovac - Panorama
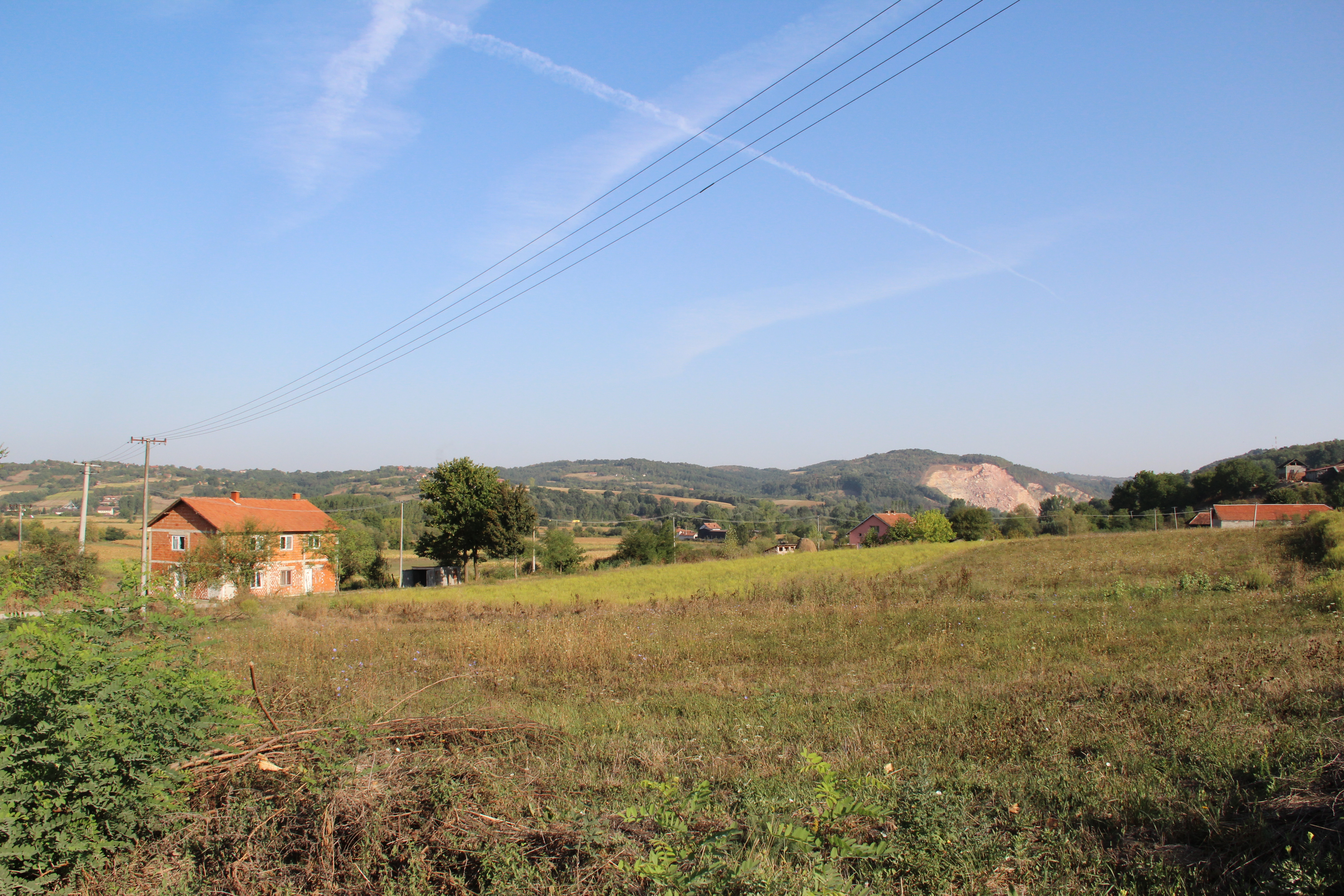
Veselinovac - Panorama
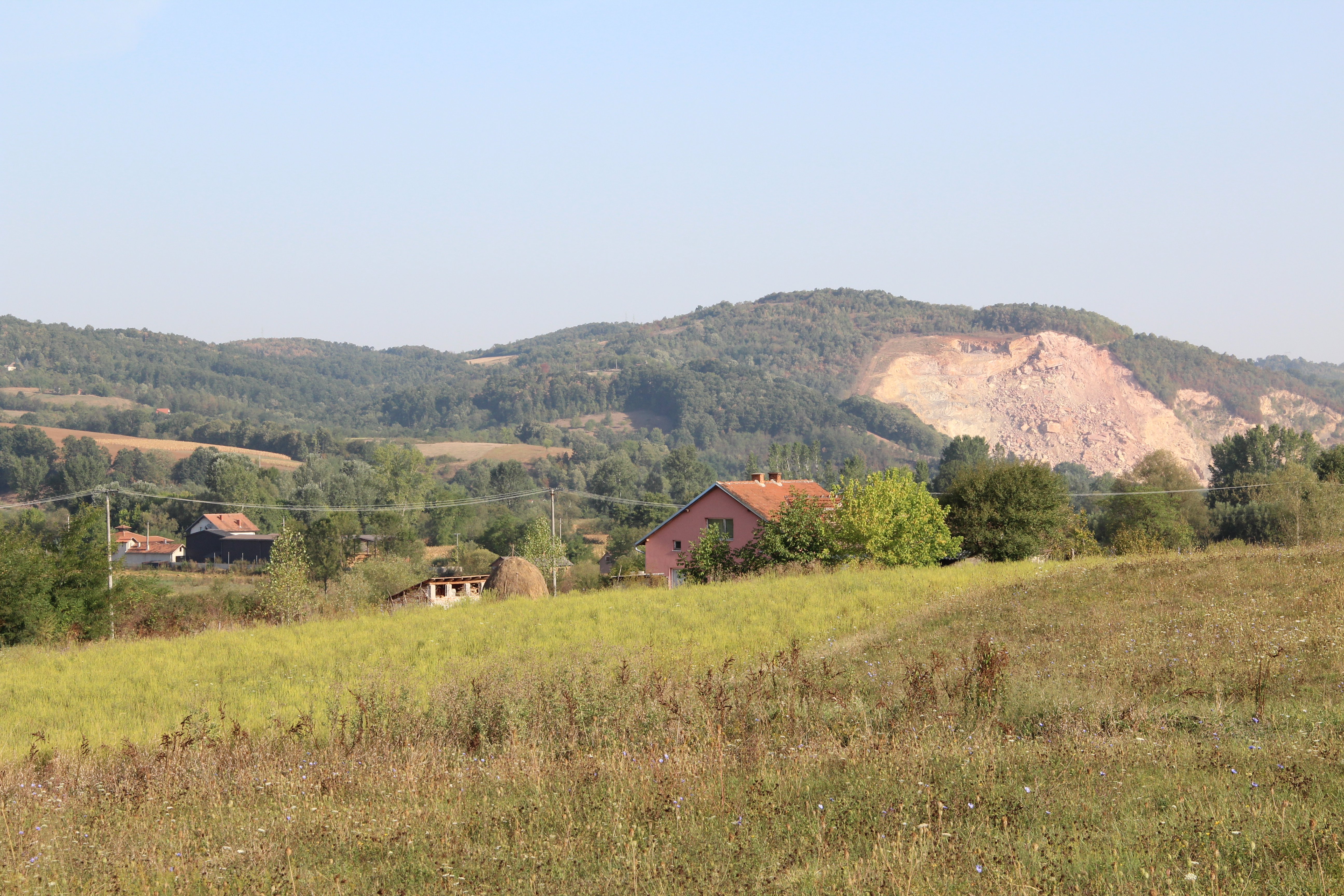
Veselinovac - Panorama
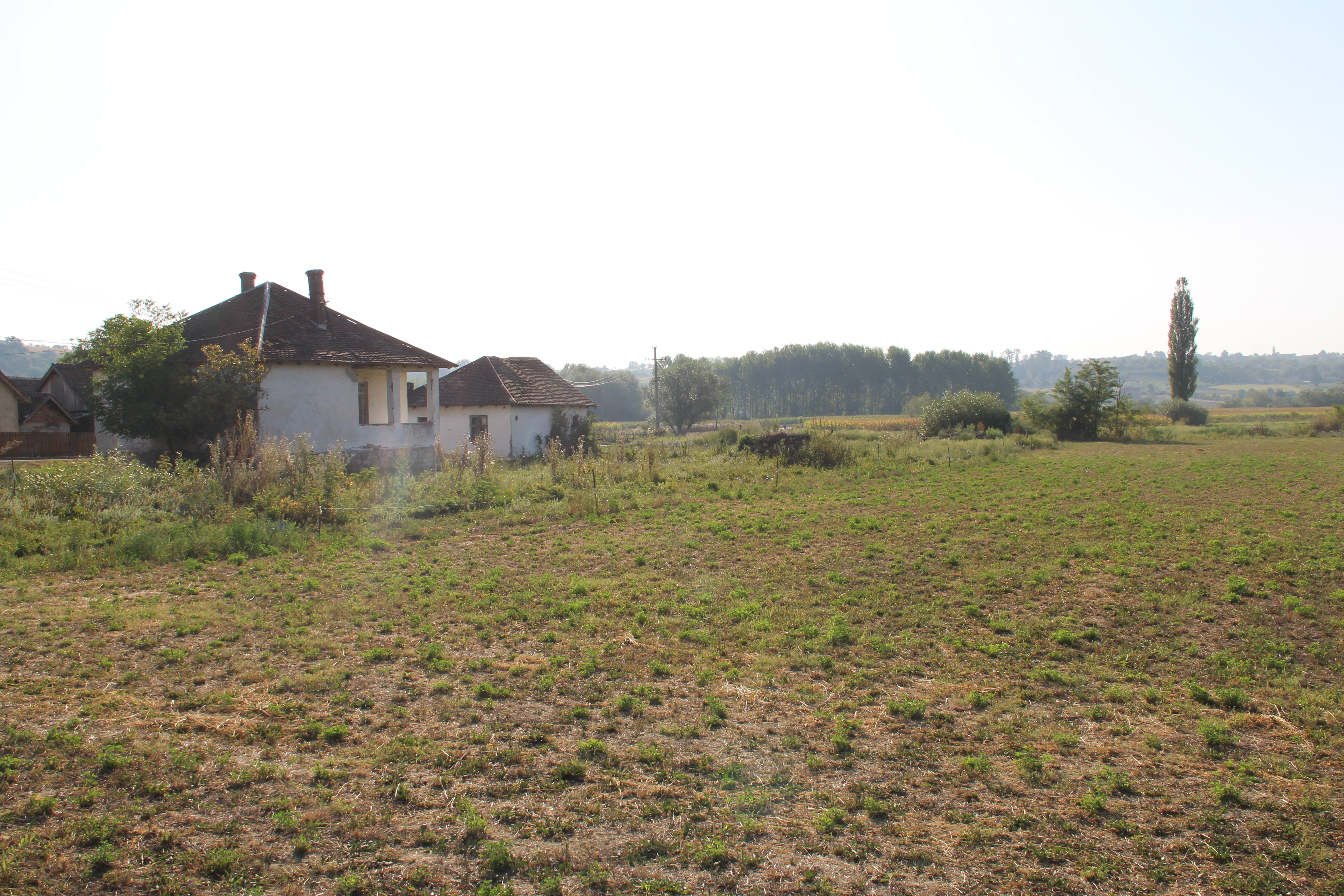
Veselinovac - Panorama
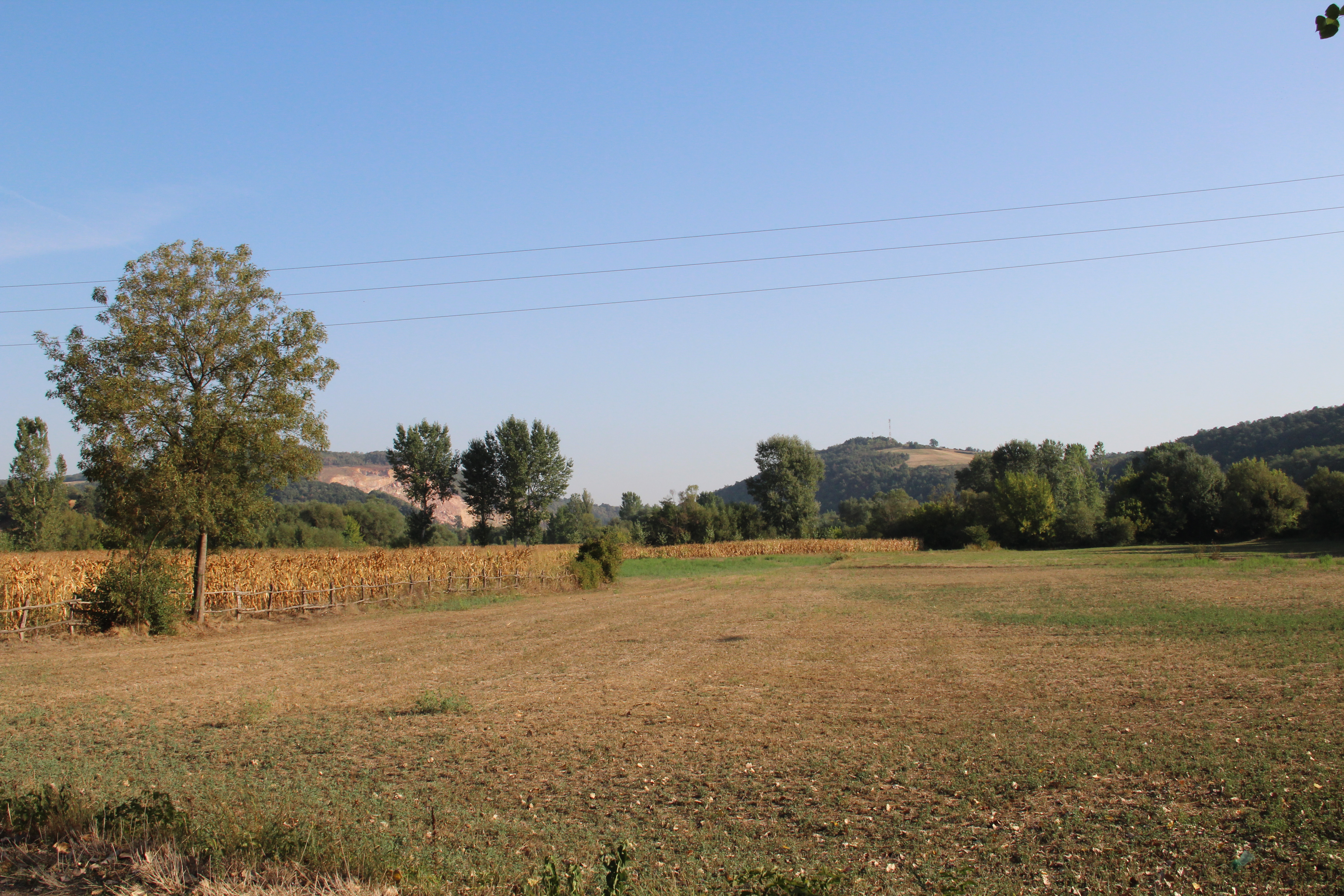
Veselinovac - Panorama